# Фелікс Ґоттвальд
Фелікс Ґоттвальд (нім. Felix Gottwald; нар. 13 січня 1976) — австрійський лижний двоборець, триразовий олімпійський чемпіон, чемпіон світу.
Ґоттвальд бере участь у змаганнях з лижного двоборства з 1994. Він оголосив про завершення спортивної кар'єри в 2007 році, але в 2009 повернувся ще на один сезон з метою взяти участь в Олімпіаді у Ванкувері.
Ґоттвальд виборов золоту олімпійську медаль і звання олімпійського чемпіона на Туринській олімпіаді в спринтерській гонці на 7,5 км. Ще двічі він отримував золоті медалі у складі збірної Австрії в командних змаганнях. Разом з командою він здобув звання чемпіона світу 2003.
Ґоттвальд виграв Кубок світу у 2003. Він двічі перемагав у Холменколені й у 2003 році отримав Холменколенську медаль.